# Острво Огами
Острво Огами (јап. 来間島), је острво у области Мајико у префектури Окинава, Јапан. Острво припада групи острва Мијако, острва Сакисима архипелагу Рјукју.

## Географија
Острво је површине 0.24 км² са 50 становника (2002), који живе у малом селу Икем. 
Острво је равно, са највишом тачком 75 м. Свих 50 становника живи у селу Огами.

24° 53′ 56″ С; 125° 21′ 46″ И / 24.899° С; 125.3629° И